# Big Sky Trooper
Big Sky Trooper della JVC e LucasArts è un videogioco di genere sci-fi per Super NES, distribuito nell'ottobre 1995. Cominciato il gioco, si deve scegliere il proprio avatar, maschio o femmina, e la storia comincia: le forze malefiche della Lumaca Spaziale, governate dal Sultano della Melma, hanno lanciato un attacco improvviso contro l'umanità, occupando buona parte dei pianeti della galassia, obbligando le Shock Troops Sidereali a reclutare soldati per contrapporsi alla minaccia aliena. Dopo tre "esami cruenti", il giocatore è reso "generale dalle ventuno stelle" e viene trasportato alla E.S.S. Dire Wolf, dove incontrò FIDO, il Flexible Interactive Digital Omnicomputer (un cane robot).
Da questo punto in poi, si riceveranno vari ordini e missioni da portare al termine, come salvare agenti naufraghi in mondi fantasiosi, recuperare componenti mancanti di aeronavi spaziali e riparare macchinari con cui permettere all'universo di rimanere in pace.
La vastità del gioco viene comunque meglio percepita nell'allontanare la minaccia aliena; giunti in un nuovo mondo, il titolo cambia la visuale di gioco, rendendosi uno sparatutto a scorrimento verticale, e spetta a noi abbattere le navicelle avversarie. Finitò ciò, il protagonista della storia indossa una corazza potenziata e discende sulla superficie planetare per eliminare le Lumache (delle gelatine verdastre capace di scindersi o plasmarsi assieme). Terminata l'operazione, vengono richieste altre mansioni (parlare a persone specifiche, aprire un passaggio per raggiungere macchinari nascosti) del tutto facoltative. La trama generica (pianeti conquistati da forze aliene e spetta all'eroe di turno salvare il pianeta invaso) è un omaggio al romanzo Fanteria dello spazio (Starship Troopers) di Robert Heinlein.